# Zeta Telescopii
Désignations
Zeta Telescopii (ζ Telescopii / ζ Tel) est la deuxième étoile la plus brillante de la constellation australe du Télescope. Sa magnitude apparente est de 4,13. Elle présente une parallaxe annuelle de 25,84 mas telle que mesurée par le satellite Hipparcos, ce qui permet d'en déduire qu'elle est distante d'environ ∼ 127 a.l. (∼ 38,9 pc) de la Terre. Elle se rapproche du Système solaire à une vitesse radiale héliocentrique de −31 km/s.
Zeta Telescopii est une étoile de teinte orangée de type spectral K1 III-IV. Il s'agit d'une étoile évoluée qui est membre du red clump, ce qui signifie qu'elle fusionne l'hélium de son noyau en carbone. Sa masse est 53 % supérieure à la masse solaire et son rayon est environ neuf fois plus grand que celui du Soleil. La luminosité de l'étoile est environ 40 fois plus grande que celle du Soleil et sa température de surface est de 4 801 K.
La métallicité de Zeta Telescopii, c'est-à-dire l'abondance relative en éléments plus lourds que l'hélium, est inférieure à celle du Soleil ; son indice [Fe/H] vaut -0,19. Les teneurs de l'étoile en aluminium, calcium, nickel, vanadium et baryum sont très proches des teneurs solaires de ces éléments, tandis que le sodium et le silicium sont plus abondants que dans le Soleil.